# S-8

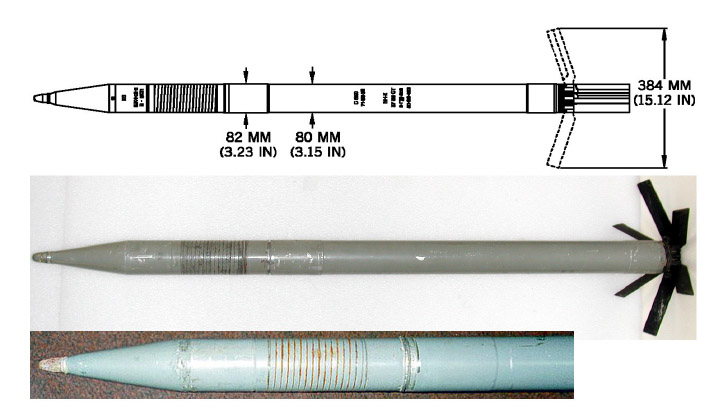

El cohete S-8 es un arma desarrollada por la Fuerza Aérea Soviética para uso en aeronaves militares. Continúa en servicio activo con la Fuerza Aérea Rusa y varios clientes de exportación. 
Desarrollado en los 70's, el S-8 es un cohete de 80 mm usado por cazabombarderos y helicópteros. El sistema entró en servicio en 1984 y es producido en una variedad de sub-tipos con diferentes ojivas, incluyendo HEAT anti-blindados, HE Frag, Humo e Incendiarias, así como las variantes S-8BM especializado en destrucción de pistas y el S-8DM termobárico. El misil dispone de un fin de disparo aire-aire.
Cada cohete mide entre 1.5 a 1.7 metros de largo y pesa entre 11.3 a 15.2 kg., dependiendo del sistema de detonación. Su rango de acción es de 2 a 4 kilómetros. El S-8 es llevado en los contenedores de Serie B, con capacidad de 7 a 20 cohetes.